# Chalcosia affinis
Chalcosia affinis is een vlinder uit de familie van de bloeddrupjes (Zygaenidae). De wetenschappelijke naam van de soort is voor het eerst geldig gepubliceerd in 1843 door Guérin-Meneville.